# Национальная библиотека Словакии
Национальная библиотека Словакии или Словацкая национальная библиотека (словац. Slovenská národná knižnica) — современное научная, культурная, информационная и образовательная библиотека Словакии, собирающая, хранящая и защищающая все отечественные и зарубежные книги и иные письменные источники знаний по Словакии. Фонд библиотеки насчитывает 4,0 млн. книг и 1,7 млн. архивных документов, а также тысячи музейных экспонатов. В состав библиотеки входят несколько музеев: Литературный музей, посвящённый словацкой литературе и вовлечённый в презентацию Национального кладбища (галерея могил выдающихся словаков); Литературный музей имени А. С. Пушкина в Бродзянах; историческая библиотека Аппоньи. Координирует систему развития библиотек Словакии, участвует в модернизации библиотечных служб, сотрудничает со словацкими и зарубежными институтами, реализующими различные научные проекты. С 2010 года участвует в проекте оцифровывания DIKDA, основанном Европейским региональным фондом развития, и приводит в цифровой вид свои работы.

## Миссия
Согласно Закону № 183/2000 «О библиотеках» с момента своего образования (до 2000 года библиотека входила в Матицу словацкую, является Национальной библиотекой Словацкой Республики, государственным культурным, информационным, научным и образовательным учреждением, вовлечённым в деятельность в сферах библиотек, библиографии, литературных музеев, литературных архивов и биографий. Библиотека основана министерством культуры Словакии. Миссия — обеспечить свободный доступ граждан к информации, распространяемой СМИ, создавать и защищать библиотечные, архивные и музейные фонды, удовлетворять культурные, информационные, научные и образовательные потребности народа.

## Услуги
Национальная библиотека Словакии предоставляет следующие информационные услуги в Мартине:
- взять книгу для чтения (как в читальном зале, так и дома)
- межбиблиотечные услуги
- запрос информации и ссылок
- читальные залы (универсальный, мультимедийный, микрофильмы, читальные залы литературного архива и национального института биографии)
- информационно-научный центр
- удалённый доступ к электронным информационным ресурсам
- Интернет-доступ
- центр информации по патентам
- Wi-Fi доступ

## Читатели
Читательские билеты доступны всем словацким гражданам не моложе 15 лет; иностранные граждане могут получить читательский билет с помощью ID, загранпаспорта или студенческого билета. Каждый читательский билет действует на протяжении одного года.

## Галерея

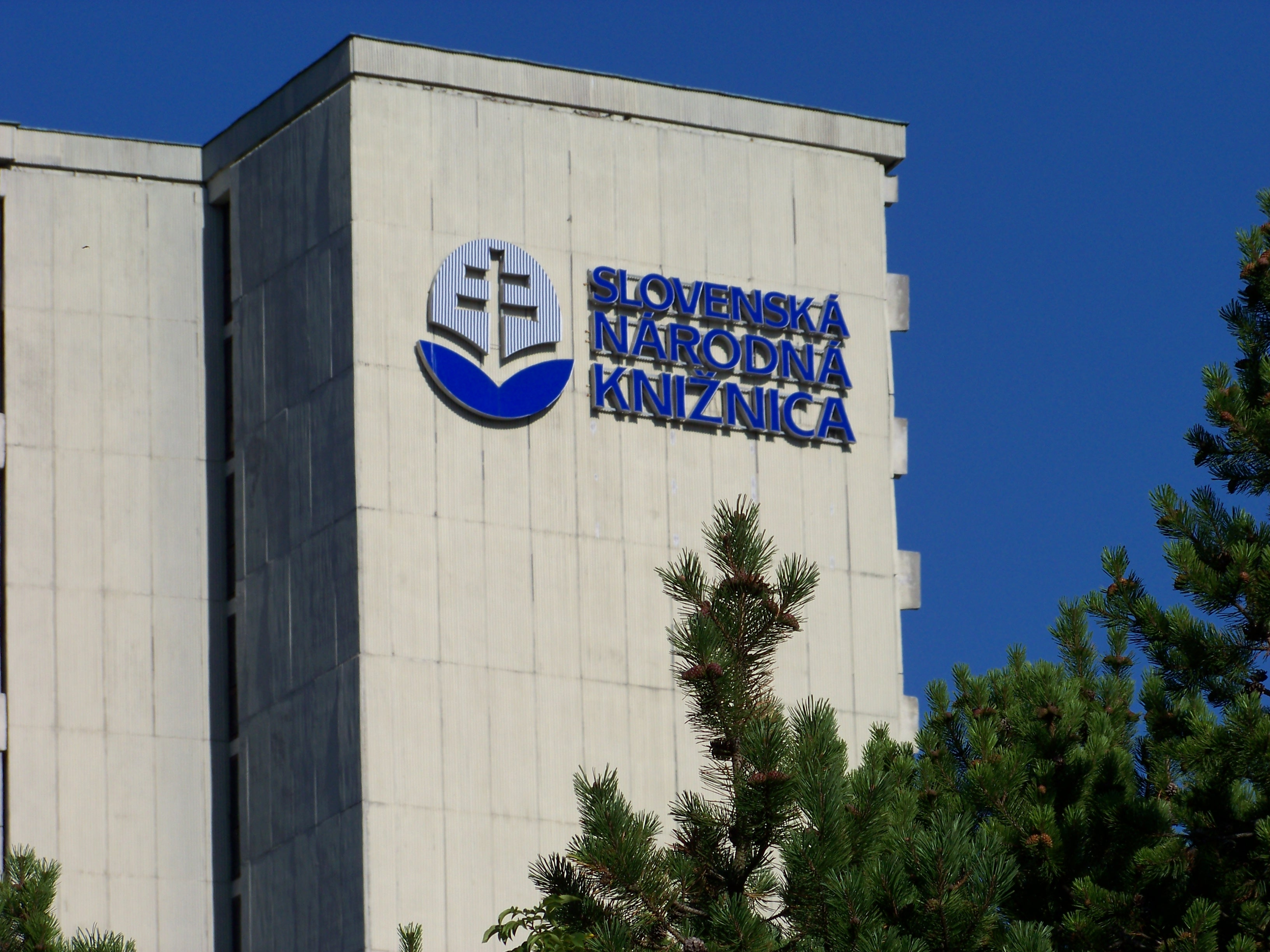
Национальная библиотека Словакии в Мартине
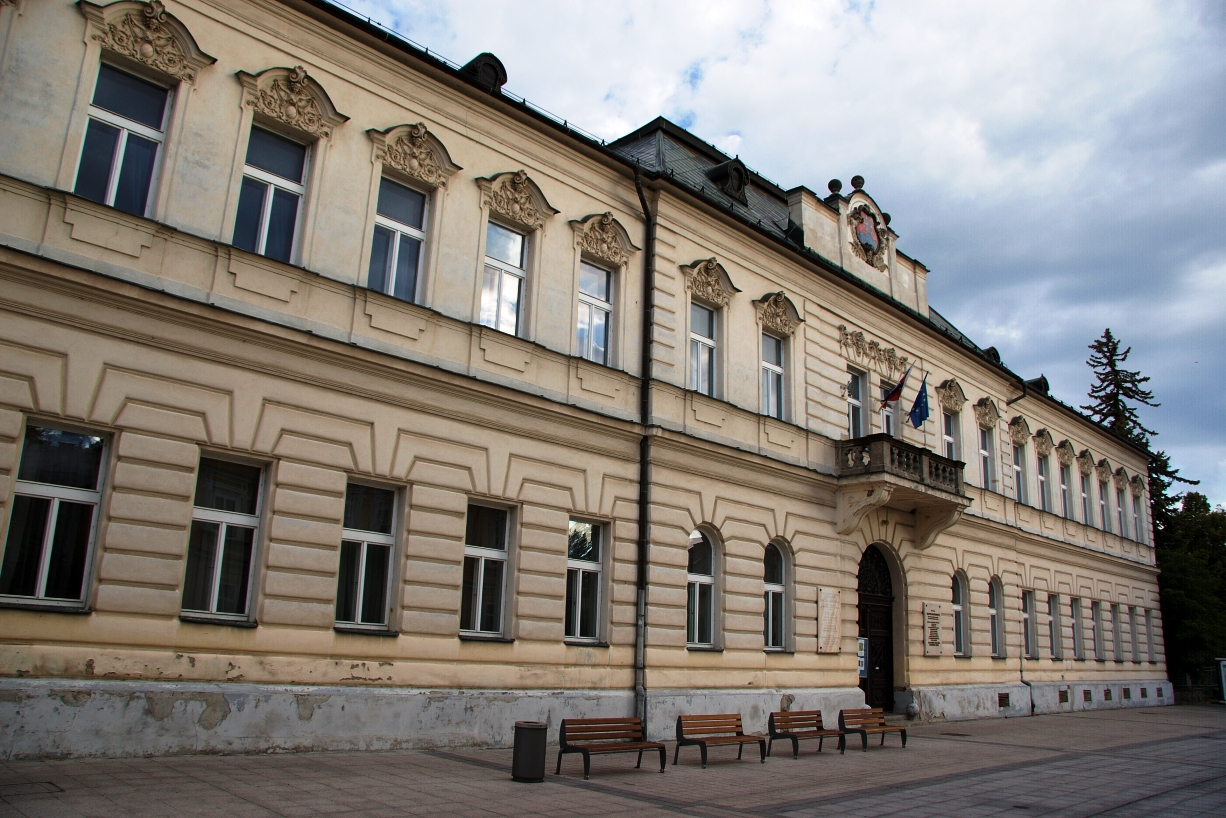
Литературный музей Национальной библиотеки Словакии
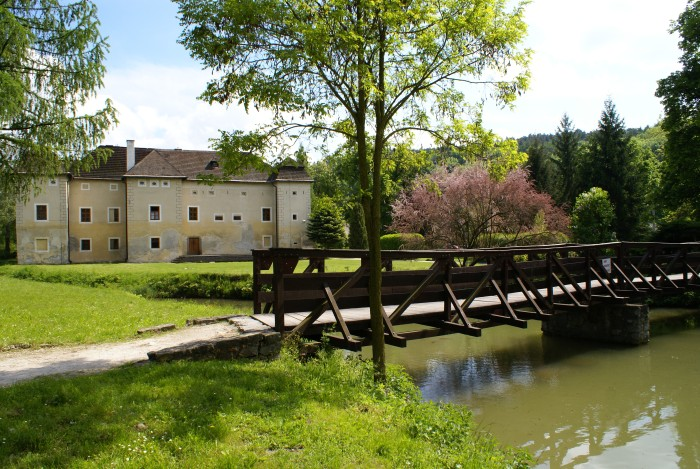
Славянский музей А. С. Пушкина в Бродзанах
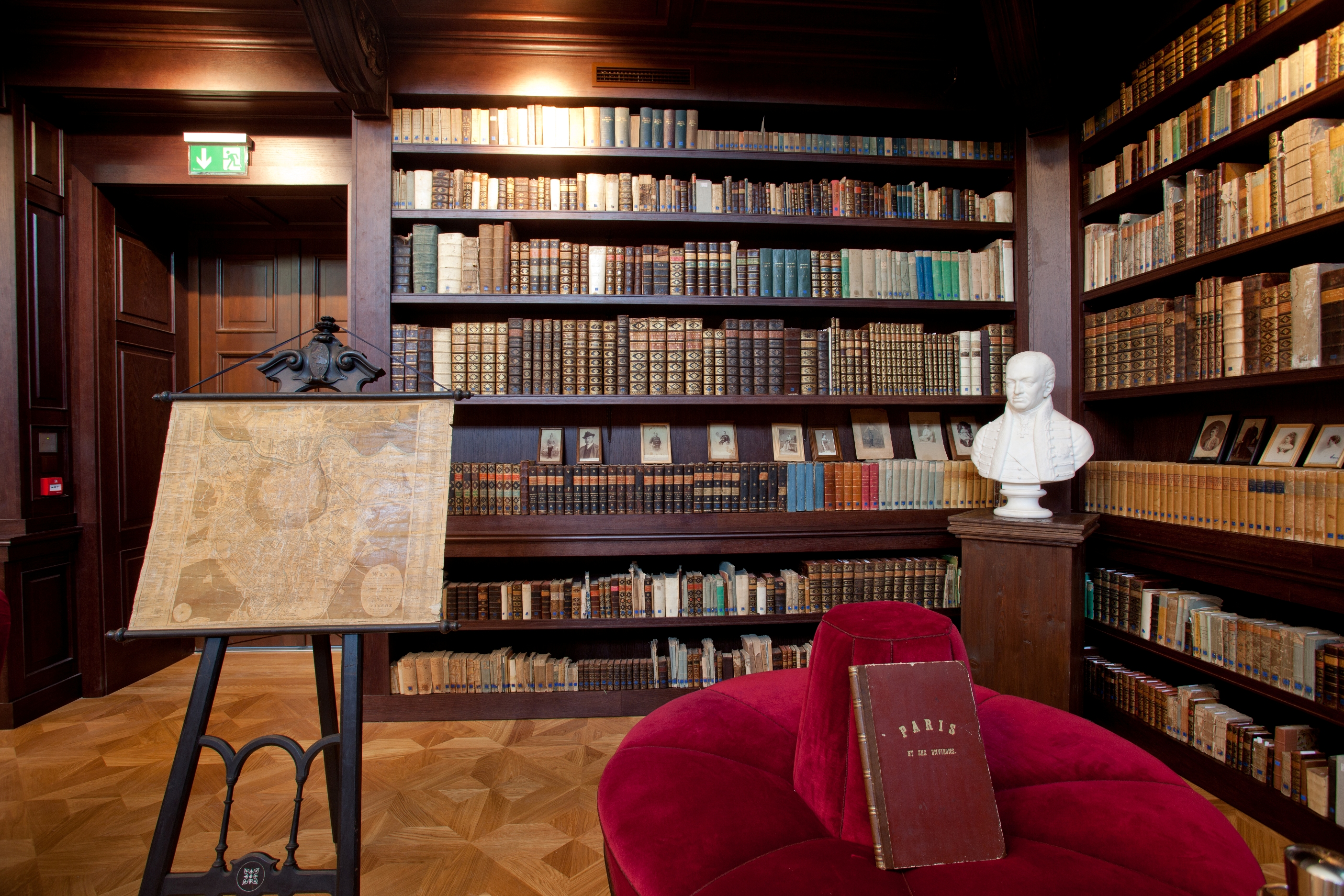
Историческая библиотека Аппоньи в Опонице